# Szárazföldi planáriák

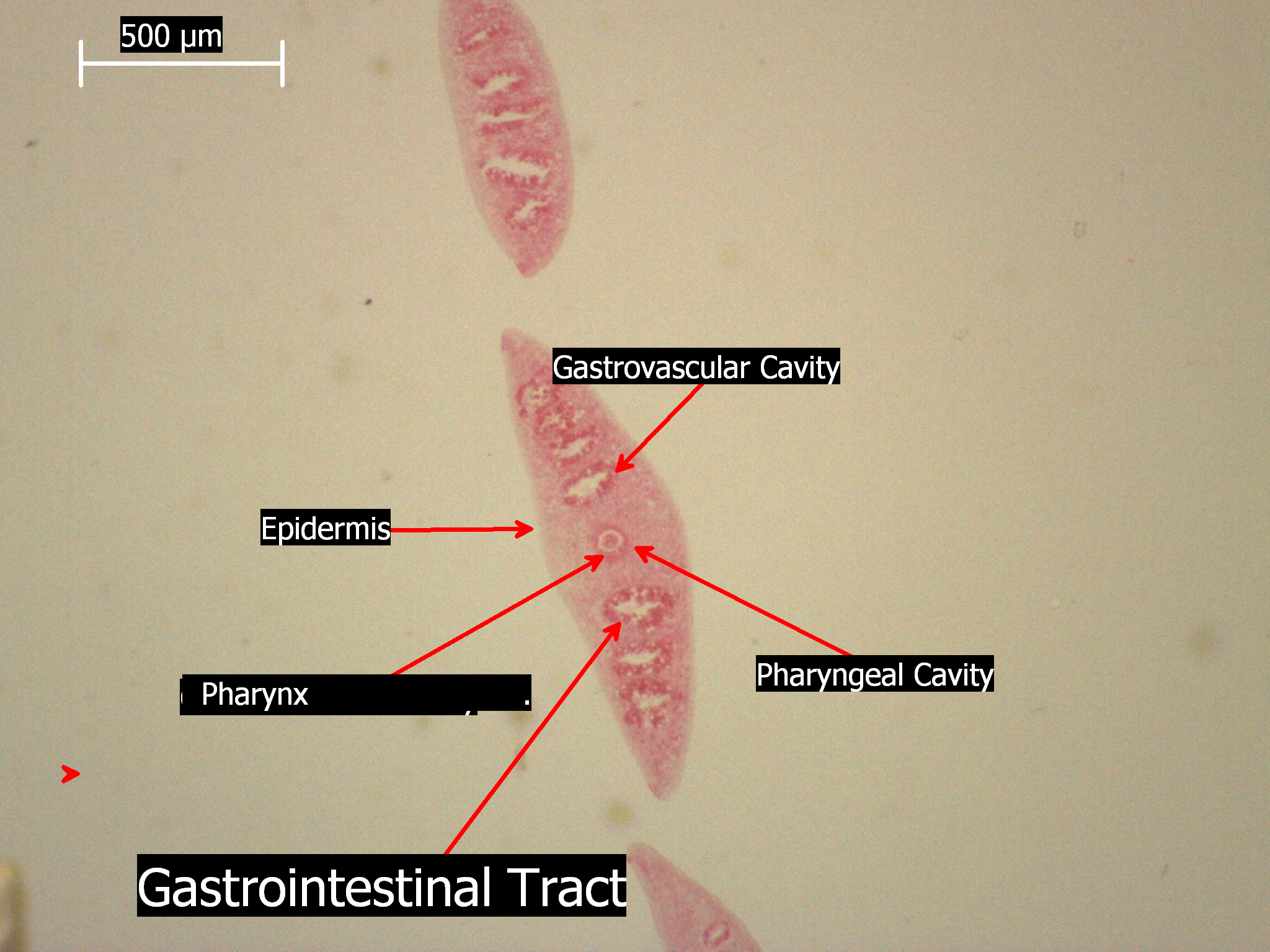
A szárazföldi planáriák testfelépítése

A  szárazföldi planáriák (Continenticola) a laposférgek (Platyhelminthes) közé sorolt örvényférgek (Turbellaria) altörzsébe tartoznak, ahol ez a valódi örvényférgek (Rhabditophora) osztályába sorolt hármasbelű örvényféregalakúak (Tricladida)  egyik alrendje egyetlen családdal és egy családba nem sorolt nemmel.

## Származásuk, elterjedésük
Főként a zárt, párás trópusi esőerdők lakói. A mérsékel égövben csak néhány fajuk él.

## Megjelenésük, felépítésük
Nemcsak életmódjuk, de testalkatuk is jelentősen különbözik édesvízi rokonaikétól. Ennek legszembetűnőbb jele, hogy megnyúlt testük nem lapos, hanem hengeres, ami jelentsen csökkenti a fajlagos párologtató felületet.

## Életmódjuk, élőhelyük
Nedves talajban, korhadékban, gyakran a levelek fonákán élnek, mindenképpen párás környezetben. Egyesek a gyors, mások a lassan folyó vagy éppen állóvizeket kedvelik, és az egyes fajok hőigénye is fölöttébb eltérő.

### Rendszertani felosztásuk
Az alrend két főcsalád fogja össze
1. Díszes örvényféregfélék (Geoplanoidea) főcsaládja két családdal
- Dugesiidae 11 nemmel;
- díszes örvényférgek (Geoplanidae) öt alcsaláddal
  - Bipaliinae

- - Eudoxiatopoplaninae
  - valódi díszes örvényférgek (Geoplaninae)
  - Microplaninae
  - csigaplanáriák (Rhynchodeminae).

2. Planarioidea főcsalád három családdal; holarktikus
- fodros planáriák (Dendrocoelidae) 24 nemmel;

- métely planáriák (Kenkiidae) — csak Észak-Amerikában, 3 nemmel;

- Planariidae 12 nemmel;